# Agrochola mansuetodes
Agrochola mansuetodes là một loài bướm đêm trong họ Noctuidae.